# Blepharis inopinata
Blepharis inopinata är en akantusväxtart som beskrevs av K. Vollesen. Blepharis inopinata ingår i släktet Blepharis och familjen akantusväxter. Inga underarter finns listade i Catalogue of Life.